# Гаскойн (река)
Гаскойн (на английски: Gascoine River) е временна (епизодична) река в западната част на Австралия, най-дългата река в щата Западна Австралия, вливаща се в Индийския океан. Дължината ѝ е 978 km , а площта на водосборния басейн – 76 254 km².
Река Гаскойн води началото си на 630 m н.в. от западните части на масива Есендон, разположен в централната част на щата Западна Австралия. По цялото си протежение тече основно в западна посока по Западноавстралийското плато, на места в много дълбока (в отделни участъци каньоновидна) долина. Влива се в залива Шарк на Индийския океан при град Карнарвон, единственото постоянно селище по течението ѝ. Основни притоци: леви – Томас; десни – Ландор, Лайонс (561 km). Средният ѝ годишен отток е около 20 m³/s, който е с големи колебания през отделните сезони. През сухия сезон Гаскойн пресъхва и се разпада на отделни езерни участъци. В края на есента и началото зимата (от май до юли) по време на дъждовния сезон силно приижда и залива големи участъци в долината си. В най-долното си течение коритото ѝ целогодишно е сухо и в този участък тя има само подземно течение.
Реката е открита през 1839 г. от австралийския изследовател Джордж Грей, който я наименува в чест на своя приятел, морския капитан Джон Гаскойн.